# Arnold Topp

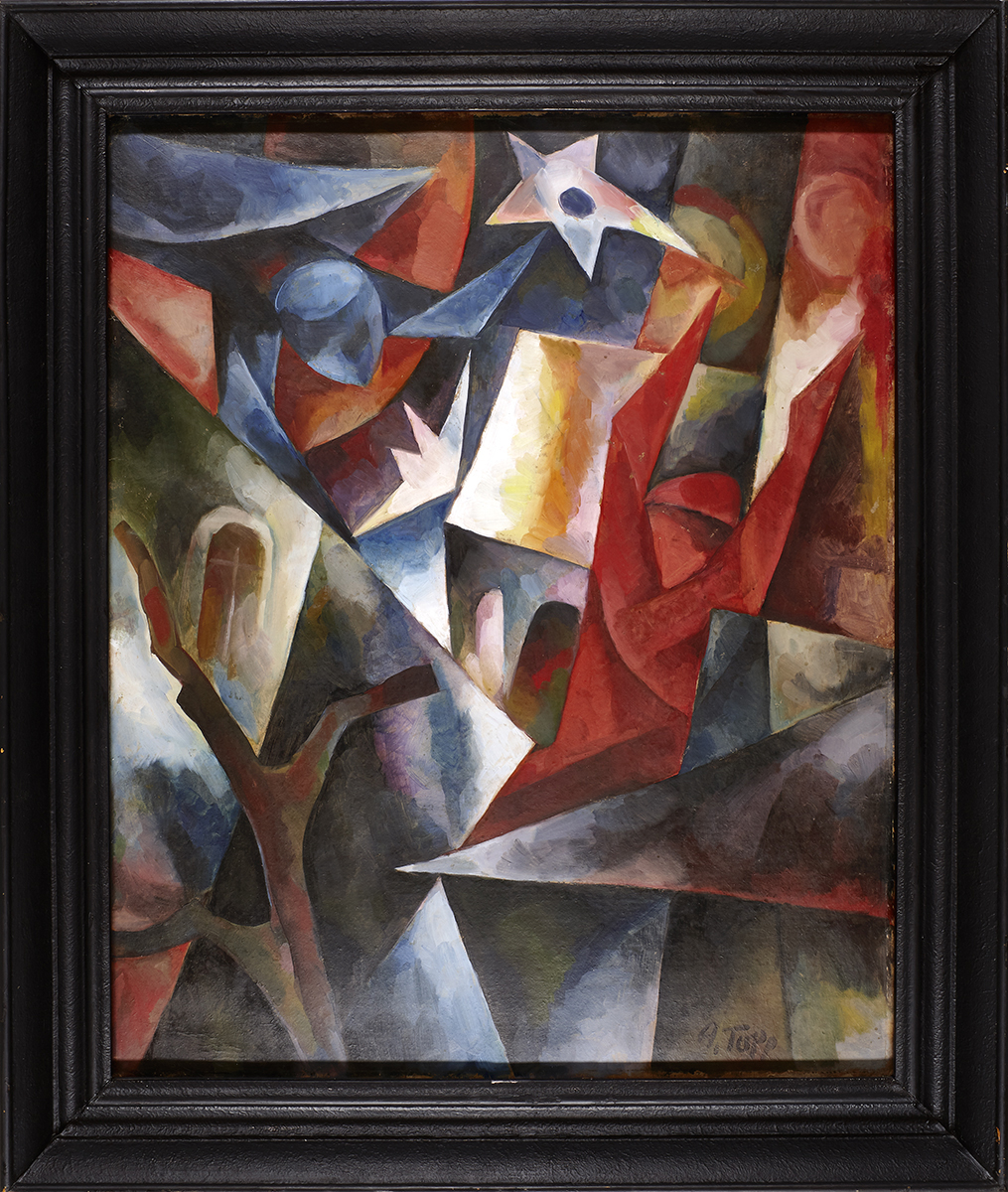
Arnold Topp, „O. T. ROT UND BLAU“, Öl auf Malpappe, 83,5 × 67,5 cm, 1918

Arnold Topp (* 8. März 1887 in Soest (Westfalen); 1945 verschollen und 1961 für tot erklärt) war ein deutscher Maler des Expressionismus und Kubismus.

## Leben
Arnold Topp wurde als erstes Kind des Lokomotivführers Arnold Topp und dessen Frau Sophie Topp, geborene Buskühl geboren. Hier besuchte er ab 1893 die Evangelische Gesamtschule und danach die Städtische Rektoratsschule sowie bis 1904 die Präparandenanstalt der Stadt Soest, 1908 beendete er seine Ausbildung am Königlichen evangelischen Lehrerseminar in Soest. Danach nahm er eine Anstellung als Dorfschullehrer in Erndtebrück an.
Schon in der Schulzeit entdeckte Arnold Topp seine Begabung auf den Gebieten der Malerei und des Zeichnens. Das Interesse an der bildenden Kunst teilte er mit den etwas jüngeren Zeitgenossen aus Soest Wilhelm Morgner, Wilhelm Wulff und Eberhard Viegener, mit denen er befreundet war. Nach etwas mehr als einem Jahr Schuldienst bewarb er sich an der Kunstgewerbeschule Düsseldorf, um Zeichenlehrer für den höheren Schuldienst zu werden. Vom Oktober 1909 bis Juli
1911 studierte er dort am staatlichen Zeichenlehrerseminar an der Kunstgewerbeschule Düsseldorf, wo er bei Lothar von Kunowski studierte. Schon in dieser Zeit kam er in Kontakt zu den rheinischen Expressionisten. Nach dem Besuch und Abschluss des Soester Lehrerseminars begann er 1913 als Sport- und später als Zeichenlehrer am Saldernschen Realgymnasium in Brandenburg an der Havel.
Von hier aus pflegte Topp seinen früher geknüpften Kontakt mit Herwarth Waldens Galerie „Der Sturm“. Er hatte dort von 1917 bis 1926 sieben Ausstellungen, u. a. mit Lajos Ébneth (1902–1982), Nell Walden und Kurt Schwitters. Bis 1929 folgten Beteiligungen an zahlreichen Ausstellungen in Deutschland, aber auch in den Vereinigten Staaten von Amerika, der Sowjetunion, Japan sowie Frankreich. Weiterhin gestaltete er als Illustrator die Zeitschrift Das Hohe Ufer.Während der regelmäßigen Berlinaufenthalte entstanden Freundschaften mit Künstlerkollegen wie Bruno Taut und Georg Muche. 1915 erfuhr seine künstlerische Schaffenskraft eine Unterbrechung, bedingt durch den Einzug zum Kriegsdienst. Während der Schlacht um Verdun erlitt er Verwundungen und kehrte 1918 nach Lazarettaufenthalten nach Brandenburg zurück, wo er weiter als Lehrer arbeitete. Ab 1927 hatte er den Titel Studienrat.
1914 heiratete der Maler Else Hollerbaum (* 1891). Im darauffolgenden Jahr wurde sein erster Sohn Helmut, 1921 sein zweiter Sohn Franz-Georg geboren. Seine Ehe stand unter keinem guten Stern. Neben zahlreichen Seitensprüngen behandelte er seine Frau oft übel, was seine Freunde befremdete. Andererseits hatte seine Frau wenig Verständnis für seine Kunst.
Arnold Topp zählt zu den Gründungsmitgliedern des 1918 gegründeten Arbeitsrates für Kunst.
In Reaktion auf das Gesetz zur Wiederherstellung des Berufsbeamtentums trat er 1933 in den NS-Lehrerbund ein. Einige seiner Bilder galten den Nazis jedoch als „entartet“ und 1937 wurde in der Nazi-Aktion „Entartete Kunst“ nachweislich vier seiner Arbeiten aus öffentlichen Sammlungen beschlagnahmt.
Obwohl Topp ab 1934 wieder mit seiner Frau verheiratet, ging sein Lebenswandel unverändert weiter. Als sich eine seiner Geliebten das Leben nahm, verlangte Oberbürgermeister Wilhelm Sievers seine Bestrafung. Das Schulamt, das ihn weiter als Lehrer schätzte, nahm ihn aus der Schusslinie und versetzte ihn 1940 nach Meseritz im Osten Brandenburgs. Im letzten Kriegsjahr wurde er zum Volkssturm einberufen und anschließend zur Wehrmacht versetzt. Seit einem Kampfeinsatz selben Jahres gilt er als verschollen, vermutlich geriet er in sowjetische Kriegsgefangenschaft.
Bedingt durch die Flucht vor der Roten Armee, war seine Frau gezwungen, Haus, Atelier und damit auch Arbeiten ihres Mannes zurückzulassen. Sein Sohn Helmut beantragte 1960 die Todeserklärung seines Vaters durch das Amtsgericht Soest, welches den Todeszeitpunkt mit Beschluss vom 10. Februar 1961 auf den 31. Dezember 1945 festsetzte.

## Werke
Arnold Topp ist bekannt für seine farbenfrohen, kubistischen Bilder, die oft figurative, landschaftliche und architektonische Elemente enthalten. Charakteristisch für sein Werk ist die kompositorisch angelegte innere Dynamik, seine Ölgemälde kennzeichnet eine glühende Farbigkeit.
- Adolf Behne: Wiederkehr der Kunst (mit farbiger Deckelillustration von Arnold Topp). Kurt Wolff, Leipzig 1919.

### 1937 nachweislich als „entartet“ beschlagnahmte Werke
- Bild mit dem Füllen (Tafelbild, 1918; 1938 in Düsseldorf auf der Ausstellung „Entartete Kunst“ gezeigt), beschlagnahmt 1937 in der Ruhmeshalle in Wuppertal-Barmen
- Mitternachtssonne (Tafelbild, 1920), beschlagnahmt 1937 im Nassauischen Landesmuseum in Wiesbaden
- Das Märchen (Tafelbild; 1938 in Hamburg auf der Ausstellung „Entartete Kunst“ gezeigt), beschlagnahmt 1937 im Landesmuseum in Münster
- Abstrakte Komposition (Holzschnitt, Blatt 13 der beschlagnahmten 3. Mappe „Neue europäische Graphik. Deutsche Künstler“, Bauhausdrucke Weimar, 1921), von dieser Grafik wurden jeweils Exemplare in Breslau, Chemnitz, Erfurt, Köln Weimar und Wiesbaden beschlagnahmt

## Werke in Sammlungen (Auswahl)
- Museum Wilhelm Morgner, Soest
- Gustav-Lübcke-Museum, Hamm
- Los Angeles County Museum of Art
- Kunstsammlung des Willy-Brandt-Haus